# Браун, Изабель
Изабель Браун (англ. Isabel Brown; 6 декабря 1894 года — 22 октября 1984 года) — деятельница Лейбористской и Британской коммунистической партии. Выпускница Международной ленинской школы.

## Биография
Изабель Браун родилась 6 декабря 1894 года в британском районе Тайнсайд. Училась в педагогическом училище. Имея религиозные взгляды, пересмотрела их после Первой Мировой Войны. Работала в Национальном союзе учителей. В 1918 году вступила в Лейбористскую партию.
В 1921 году Изабель вышла замуж Эрнеста Брауна, британского коммуниста, стала одним из основателей Коммунистической партии Великобритании (КПВ). Принимала участие в работе учредительного съезда партии, на котором была одной из пяти женщин-делегатов. Забеременев, потеряла работу и уехала с мужем в Москву. В 1924 году вернулась в Великобританию, участвовала в организации всеобщей забастовки. После проведения забастовки была арестована за подстрекательство к мятежу. После освобождения выступала в поддержку британских шахтеров.
В конце 1920-х годов была в числе организаторов движения безработных. В 1929 году принимала участие в Парламентских выборах. Выборы для нее прошли неудачно.
С 1930 года Браун училась в Москве в Международной ленинской школе, возглавила британский Комитет по оказанию помощи жертвам фашизма.
В конце 1930-х годов Браун вновь принимала участие в Парламентских выборах от коммунистической партии. В годы Второй мировой войны пострадала в результате немецкого воздушного налета. Получив ранение, до конца жизни от него не оправилась.
Несмотря на слабое здоровье, Браун продолжала выступать от имени КПВ, занималась педагогической деятельностью. Скончалась 22 октября 1984 года.